# Ulica Krakowska w Kielcach

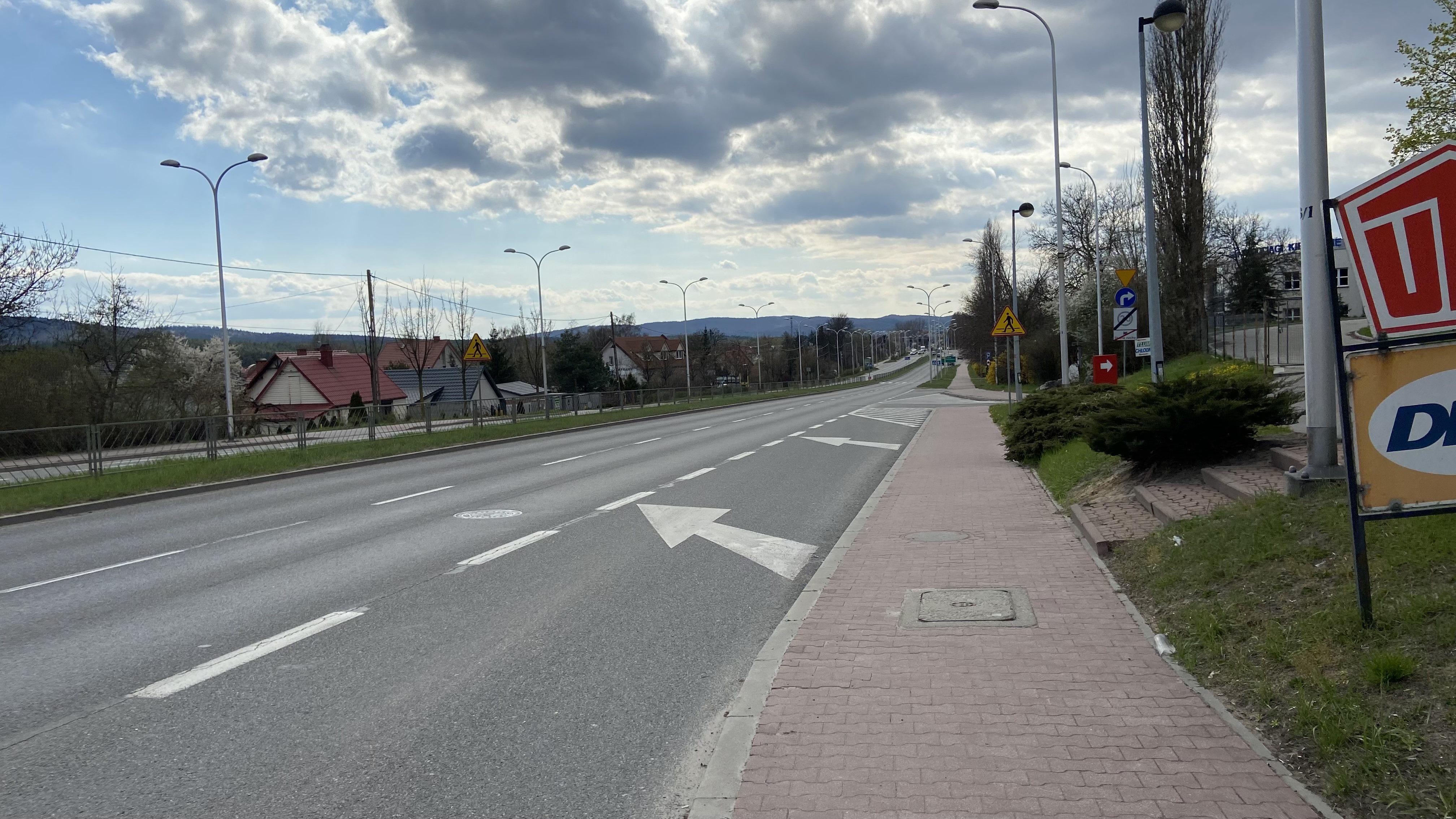
Widok w kierunku skrzyżowania z ul. Jagiellońską i stacji paliw

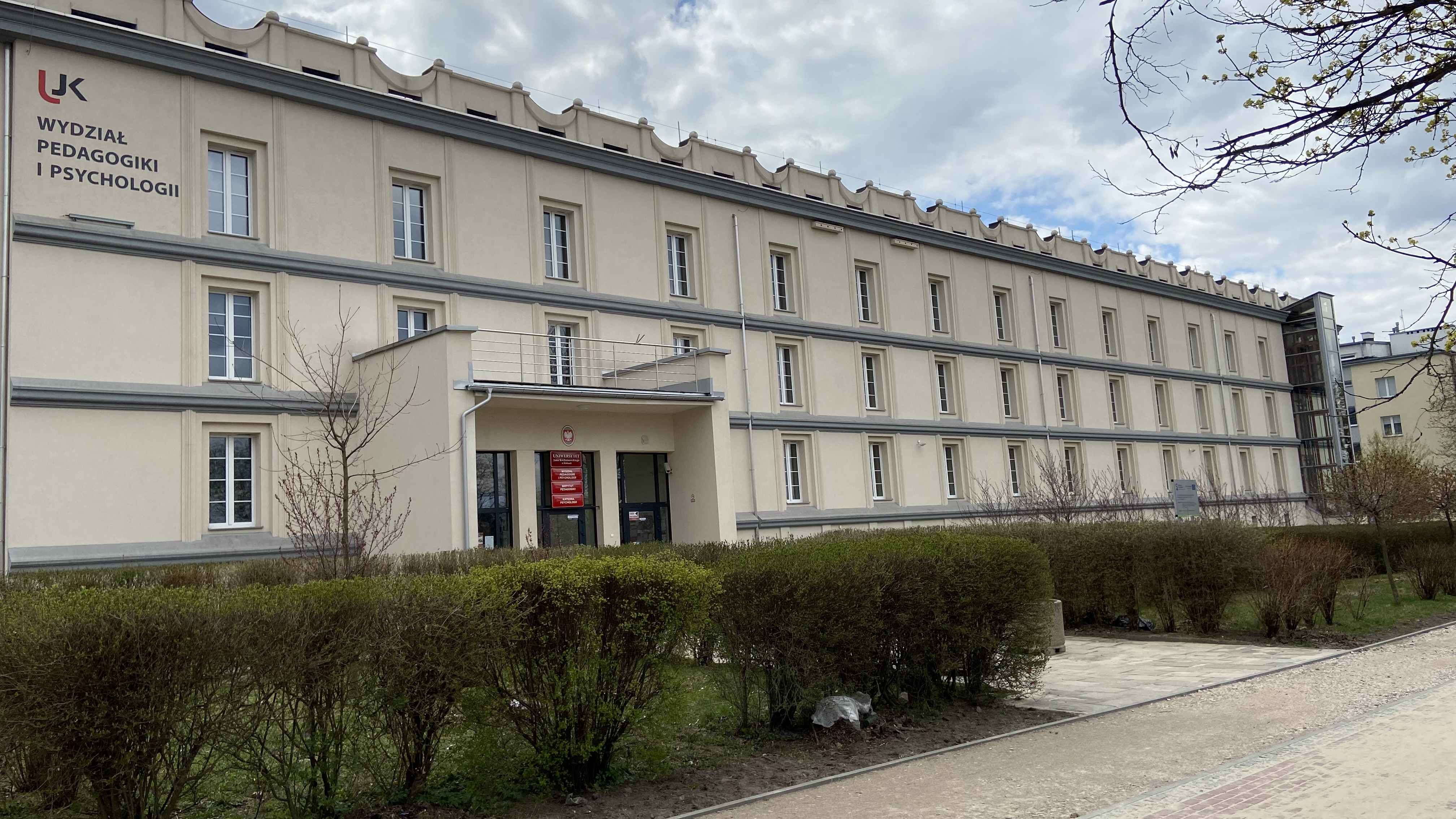
Budynek UJK przy ul. Krakowskiej

Ulica Krakowska – jedna z ulic w Kielcach będącą drogą wylotową z miasta w kierunku Krakowa. Na odcinku od skrzyżowania z ulicą Armii Krajowej do granicy miasta stanowi fragment drogi wojewódzkiej nr 762. Jest jedną z najdłuższych ulic w Kielcach mając długość około 8 km.

## Historia
Na pierwszych dokładnych mapach (przełom XVIII i XIX wieku) istniała już ulica (a właściwie szosa, gdyż leżała wówczas poza miastem) Krakowska. Łączyła ona Kielce z Pakoszem a dalej z Białogonem (wtedy jeszcze osobne miejscowości, dziś są to części Kielc). W XX wieku była ona drogą do kamieniołomów na Kadzielni, gdzie wydobywano wapień. Wtedy też głównymi budynkami stojącymi dookoła były parterowe drewniane domki. Po zamknięciu kamieniołomów (początek lat 60. XX wieku), rozpoczęto budowę osiedla pomiędzy dzisiejszymi Krakowską i al. Legionów. Później rozwój zabudowy wokół ul. Krakowskiej związany był m.in. z powstaniem w latach 70. XX wieku osiedla Podkarczówka. Do momentu wybudowania zachodniej obwodnicy miasta, ul. Krakowska na fragmencie od ul. Kaczmarka (wówczas Nowotki) do granicy miasta była częścią ówczesnego odpowiednika drogi krajowej nr 7.
Początek biegu ulicy Krakowskiej zwany jest rogatką krakowską. Nazwa wzięła się od punktu wyjazdowego z Kielc, w którym pobierano opłaty (czyli rogatki) zarówno w kierunku Chęcin i Krakowa, jak i Pińczowa (obecnie odpowiednio ulice Krakowska i ks. P. Ściegiennego). Dokładna lokalizacja nie jest znana, jednak prawdopodobnie sama rogatka znajdowała w okolicy obecnego skrzyżowania ulicy Jana Pawła II i Krakowskiej. Do końca lat 30. XX wieku obszar ten był nieznacznie zabudowany. W 1935 oddano Dom Wychowania Fizycznego i Przysposobienia Wojskowego im. Marszałka Józefa Piłsudskiego (obecnie WDK). Po wojnie w tymże obszarze wybudowano m.in. krytą pływalnię (obecnie Pływalnia Delfin). Obecnie obszar ten nie jest już tak znaczący dla transportu tranzytowego przez miasto, jak było to przed wojną. Jednak nazwa krakowska rogatka nadal funkcjonuje w określeniu do obszaru w okolicy skrzyżowania ulic Krakowskiej, Jana Pawła II, Miodowicza i Ściegiennego.

## Przebieg
Ulica Krakowska zaczyna się na skrzyżowaniu z ulicami Jana Pawła II, Piotra Ściegiennego i Konstantego Miodowicza (tzw. rogatka krakowska). Dalej biegnie w kierunku południowo-zachodnim krzyżując się m.in. z ul. Armii Krajowej (DW 762), Jagiellońską oraz Fabryczną (DW 761). Kończy się na granicy miasta z miejscowością Zagrody (gmina Nowiny), która jest kontynuowana jako ul. Zgórsko w tejże miejscowości.

## Przebudowy ulicy Krakowskiej
Na początku XXI wieku przebudowane zostało skrzyżowanie z ulicą Armii Krajowej.
W 2010 roku dokonano "zadań inwestycyjnych oświetleniowych" na ulicy Krakowskiej od skrzyżowania z ul. Ściegiennego do skrzyżowania z ul. Kaczmarka.
W latach 2010–2012 nastąpił generalny remont ulicy Krakowskiej. Przebudowano m.in. 6 mostów oraz 16 skrzyżowań. Wybudowano również 2 km ścieżek rowerowych.
W 2014 roku oddano do użytku ulicę Konstantego Miodowicza, która połączyła rogatkę krakowską z ulicą Zgoda i Wojska Polskiego. W ramach tej inwestycji przebudowano skrzyżowanie ulic Krakowskiej, Jana Pawła II i Ściegiennego (krakowska rogatka).
W 2015 roku wybudowane zostały 2 zatoczki autobusowe w okolicy budynku UJK (nazwa obu przystanków to Krakowska UJK).
W 2017 roku został oddany do użytku nowy most na rzecze Bobrze. Most ten zastąpił stary, istniejący w latach 1932-2011, kiedy to został wysadzony w powietrze. Obok mostu znajduje się pomnik upamiętniający Kapitana Kazimierza "Herwina" Piątka.
Pod koniec sierpnia 2021 roku rozpoczęła się budowa ścieżki rowerowej na odcinku między zakończeniem ulicy Górników Staszicowskich (równoległa do ul. Krakowskiej) a granicą miasta z gminą Nowiny obok jezdni północnej. Ponadto, w planach jest budowa ścieżki przy drugiej jezdni. Ścieżka rowerowa budowana była również na odcinku między krakowską rogatką a skrzyżowaniem z ul. Pakosz. Budowa ścieżek rowerowych na ul. Krakowskiej była III etapem inwestycji pn. "Budowa i modernizacja sieci ścieżek rowerowych w gminie Kielce jako element zrównoważonej mobilności". Obie ścieżki zostały oddane do użytku pod koniec maja 2022 roku.
Na początku 2023 roku ogłoszono przetarg na remont ulicy Krakowskiej od ronda Hedy-Szarego do skrzyżowania z ul. Kaczmarka. 14 kwietnia 2023 roku wybrano wykonawcę, którym została firma STRABAG. Koszt remontu to 1,5 mln zł. Fragment ten został udostępniony po remoncie 11 sierpnia 2023 roku.
W ramach wdrażania systemu ITS w Kielcach dostosowano do nowego systemu sygnalizację świetlną na skrzyżowaniach ul. Krakowskiej z ulicami: Jagiellońską oraz Podklasztorną. Ponadto, od zera wybudowana została sygnalizacja świetlna na skrzyżowaniu ulic Krakowskiej i Pakosz.
W ramach budowy kompleksu handlowego w okolicy skrzyżowania z ul. Fabryczną wybudowano w 2024 roku nowy przystanek autobusowy wraz z zatoczką w kierunku centrum miasta oraz zlikwidowano łącznik z ul. Na Ługach do ul. Krakowskiej.

## Ważniejsze obiekty i miejsca przy ulicy Krakowskiej
- Wojewódzki Dom Kultury w Kielcach (powstały w 1935 roku jako Domu Przysposobienia Wojskowego i Wychowania Fizycznego; od roku 1947 jako Dom Kultury Robotniczej, od 1949 Wojewódzkiego Domu Kultury Związków Zawodowych; 1 stycznia 1957 roku został powołany Wojewódzki Dom Kultury w Kielcach, w związku z połączeniem WDK ZZ i Prezydium Wojewódzkiej Rady Narodowej)[26]
- Pływalnia Delfin (należy do Miejskiego Ośrodka Sportu i Rekreacji; w latach 2007–2009 gruntownie wyremontowana; posiada dwa baseny: mały – na parterze oraz duży – na pierwszym piętrze)[27]
- Wydział Pedagogiki i Psychologii UJK w Kielcach, który w 2017 roku przeszedł termomodernizację[28]
- Przedszkole Samorządowe nr 21[29]
- PZMot Kielce (obejmuje autoryzowaną stację dealerską Fiat, Fiat Professional i Jeep)[30]
- Kadzielnia (na tym terenie do wczesnych lat 60. XX wieku wydobywany był wapień; w 1971 roku został oddany do użytku amfiteatr, który był przebudowywany w ramach projektu pod nazwą “Geopark Kielce – przebudowa Amfiteatru Kadzielnia” z dofinansowaniem unijnym w ramach programu Europejskiego Funduszu Rozwoju Regionalnego; obecnie pomieścić się może 5 tys. ludzi, a odbywa się tutaj wiele imprez, m.in. koncerty Harcerskiego Festiwalu Kultury Młodzieży Szkolnej)[31][32]
- GDDKiA, oddział Kielce, rejon Kielce[33]
- siedziba Wodociągów Kieleckich
- Lidl
- zajezdnia autobusowa[34]
- kompleks handlowy w okolicy skrzyżowania z ulicą Podklasztorną[35]
- hala sportowa (oddana do użytku w 1985 roku; swoje mecze na tym obiekcie rozgrywa drużyna Korona Handball)[36][37]
- salony autoryzowane Skody i Seatu[38][39]
- kompleks handlowy na wysokości zjazdu do Białogonu[40]
- niepubliczne przedszkole
- obiektu KS Stella[41]

## Komunikacja miejska
Na ulicy Krakowskiej znajdują się 25 przystanków, które obsługuje 14 linii (1, 4, 5, 19, 27, 28, 29, 31, 35, 36, 44, 54, N1, Z).
Przy skrzyżowaniu ulic Krakowskiej i Jagiellońskiej znajduje się również zajezdnia autobusowa.